# بي جاي مارشال
بي جاي مارشال (بالإنجليزية: P. J. Marshall)‏ هو مؤرخ بريطاني، ولد في 1933 في كلكتا في الهند.